# Kerstin Schmidt (Amerikanistin)
Kerstin Schmidt (* 1971) ist eine deutsche Amerikanistin und Professorin für Nordamerikanische Literaturwissenschaft an der Ludwig-Maximilians-Universität München.

## Leben und Wirken
Kerstin Schmidt studierte Anglistik/Amerikanistik, Geschichte und Politikwissenschaft an der Universität Freiburg und der University of Massachusetts Amherst. Ihr Magisterexamen legte sie in Freiburg ab und forschte mit einem Promotionsstipendium an den Theatersammlungen des Lincoln Center for the Performing Arts sowie am Schomburg Center for Research in Black Culture in New York City. Ihre Dissertation verfasste sie zum Thema The Theater of Transformation. Postmodernism in American Drama. Sie erhielt verschiedene Stipendien, so war sie u. a. 2004 Stipendiatin des International Council for Canadian Studies an der University of Toronto und der University of British Columbia und erhielt im selben Jahr ein Forschungsstipendium für die Indiana University Bloomington. Im Jahr 2005 unterrichtete sie als Exchange Professor an der Weber State University.
Nach einer Tätigkeit am Lehrstuhl für Anglophone Literaturen und Kulturen an der Universität Bayreuth wurde sie 2007 wissenschaftliche Assistentin am Amerika Institut der Ludwig-Maximilians-Universität München (LMU), an der sie sich 2010 habilitierte. Sie übernahm 2011 die Professur für Nordamerikanische Literatur- und Kulturwissenschaft an der Universität Siegen. Im Herbst des Jahres war sie als Yale University Post-Graduate Research Fellow der Bayerischen Amerika-Akademie (BAA) am Gilder Lehrman Center for the Study of Slavery, Resistance, and Abolition an der Yale University tätig. Von 2013 bis 2023 hatte sie den Lehrstuhl für Amerikanistik an der Katholischen Universität Eichstätt-Ingolstadt inne. Seit dem Sommersemester 2023 ist sie W3-Professorin für Nordamerikanische Literaturwissenschaft am Amerika-Institut der LMU München.
Sie ist Mitherausgeberin der interdisziplinären Rezensionszeitschrift Kritikon Litterarum (Verlag De Gruyter) und ist Mitglied im Beirat der kanadischen Zeitschrift Performance Matters (Simon Fraser University) sowie der Zeitschrift Weber:The Contemporary West der Weber State University. Fellowships führten sie 2016 an das Institute for Humanities Research der University of Wyoming in Laramie und 2018 an das Martin E. Segal Theatre Center im CUNY Graduate Center in New York City.
Schmidt moderiert außerdem Literaturlesungen, unter anderem mit dem kanadischen Schriftsteller Moyez G. Vassanji, Sharon Dodua Otoo, oder zu Texten über Exil und Widerstand von Oskar Maria Graf mit Udo Wachtveitl. Sie fungiert als Expertin in Radio-Features, z. B. über Arthur Miller und Marshall McLuhan.

## Forschungsschwerpunkte
Schmidts Forschungsschwerpunkte liegen in der nordamerikanischen Literatur des 19. bis 21. Jahrhunderts, insbesondere in den Bereichen Race and Diaspora Studies, modernes und postmodernes amerikanisches Drama und Theater, ethnische Literaturen in den USA und Kanada, Medienwissenschaft/amerikanische Radiokultur, Theorien von Raum und Ort/Verortung; zudem beschäftigt sie sich mit Urban Studies und den visuellen Kulturstudien (besonders Dokumentarfotografie).

## Mitgliedschaften und Funktionen
- Vorstandsmitglied der Bayerischen Amerika Akademie (BAA)[12]
- Mitglied des Hochschulrates der Katholischen Universität Eichstätt-Ingolstadt[5]
- Sprecherin des Forschungskollegs „Dialogkulturen“ der Katholischen Universität Eichstätt[5]
- Sprecherin des DFG-geförderten Graduiertenkollegs 2589 „Practicing Place: Sozio-kulturelle Praktiken und epistemische Konfigurationen“[13]

## Publikationen (Auswahl)
als Autorin
- The Theater of Transformation. Postmodernism in American Drama. Postmodern Studies 37, (zugl. Dissertation), Rodopi, Amsterdam/New York 2005, ISBN 90-420-1895-X.
- Afropolitans All? The Rediscovery of Place in a Mobile World Literature. In: Hrsg. Annika Schlitte, Thomas Hünefeldt, Daniel Romic, Joost van Loon: Philosophie des Ortes. Reflexionen zum Spatial Turn in den Sozial- und Kulturwissenschaften. transcript, Bielefeld 2014, ISBN 978-3-8376-2644-5.

als Herausgeberin
- Frauenalter – Lebensphasen. Freiburger Frauenstudien: Zeitschrift für Interdisziplinäre Frauenforschung 1.2, 1996.
- Frauen – Bildung – Wissenschaft. Freiburger Frauenstudien. Zeitschrift für Interdisziplinäre Frauenforschung 2.2, 1996.
- mit Klaus Benesch, Jon K. Adams: The Sea and the American Imagination. (Transatlantic Perspectives 16.) Stauffenburg, Tübingen 2004, ISBN 3-86057-347-0.
- mit Klaus Benesch: Space in America: Theory History Culture. (Architecture Technology Culture (ATC) 1). Rodopi, Amsterdam/New York 2005, ISBN 90-420-1876-3.
- mit Derrick de Kerckhove, Martina Leeker: McLuhan neu lesen. Kritische Analysen zu Medien und Kultur im 21. Jahrhundert. Reihe Kultur- und Medientheorie. transcript, Bielefeld 2008, ISBN 978-3-89942-762-2.
- mit Barbara Hahn: Inequality in North America: Interdisciplinary Perspectives. Publikation der Bayerischen Amerika Akademie (BAA) 19. Heidelberg: Universitätsverlag Winter, Heidelberg 2017, ISBN 978-3-8253-6789-3.
- mit Nathalie Aghoro: Theater and Mobility. Spezial-Ausgabe des JCDE (Journal of Contemporary Drama in English) 5.1. (2017).
- mit Julia Faisst: Picturing America: Photography and the Sense of Place. Spatial Practices Band 26. Brill Rodopi, Leiden 2018, ISBN 978-9004385467.
- The State of Human Rights. Historical Genealogies, Political Controversies, and Cultural Imaginaries. Publikation der Bayerischen Amerika-Akademie, Band 22. Universitätsverlag Winter, Heidelberg 2020, ISBN 978-3-8253-4700-0.